# Jean-Joseph de Laborde
Jean-Joseph de Laborde (1724, Jaca, Španělsko – 18. dubna 1794, Paříž) byl francouzský podnikatel a bankéř.

## Životopis
Jean-Joseph de Laborde prosperoval jako obchodník v Bayonne, obchodoval se Západní Indií a Španělskem. Krátce poté byl Ludvíkem XV. jmenován dvorním bankéřem a získal si důvěru ministra Étienna-Françoise de Choiseul.
De Laborde byl povýšen na markýze, ale tento titul nikdy nepoužíval.
Po Choiseulově pádu odešel z většiny podniků. Když se ale francouzská vláda dostala do finančních potíží při vypuknutí americké války za nezávislost, rychle sehnal 12 miliónů livrů ve zlatě, což umožnilo vyslat 6000člennou expedici pod vedením Rochambeaua, která podporovala George Washingtona proti Angličanům v bitvě u Yorktownu.
Ročně utratil 24 000 livrů na pomoc chudým a v roce 1788 asi 400 000 livrů na stavbu čtyř velkých špitálů v Paříži.
Během francouzské revoluce žil de Laborde odloučený život na svém zámku Méreville, dokud nebyl kvůli svému bohatství postaven před revoluční soud. Byl hlavním královským výběrčím daní, fermiers généraux. Byl zatčen a obviněn ze spojení s lichváři. Dne 18. dubna 1794 byl odsouzen k trestu smrti a téhož dne popraven.
Dva z jeho čtyř synů, kteří sloužili u námořnictva, doprovázeli geografa Jeana-Françoise de La Pérouse na jeho obeplutí světa a zahynuli u pobřeží Kalifornie. Nejstarší syn François Louis Joseph de Laborde (1761–1801) také sloužil u námořnictva a později se stal královským pokladníkem a členem Národního shromáždění, ale později emigroval do Anglie, kde v roce 1801 zemřel v Londýně.
Laborde byl v roce 1789 vlastníkem nejcennějších cukrových plantáží ve francouzské karibské kolonii Saint-Domingue.